# Червеноглав малимбус
Червеноглав малимбус (Malimbus rubricollis) е вид птица от семейство Ploceidae.

## Разпространение
Видът е разпространен в Ангола, Бенин, Габон, Гана, Гвинея, Гвинея-Бисау, Екваториална Гвинея, Камерун, Република Конго, Демократична република Конго, Кот д'Ивоар, Кения, Либерия, Нигерия, Сиера Леоне, Судан, Танзания, Того, Уганда, Централноафриканската република и Южен Судан.